# 2016年維爾茨堡火車襲擊事件
2016年維爾茨堡火車襲擊事件是指2016年7月18日约21:00 CEST在德國發生的一宗恐怖襲擊事件，一名17岁阿富汗難民在來往特罗伊希特林根以及維爾茨堡的區域列車上持刀及斧頭攻擊乘客，有4名香港遊客受傷，當中2人重傷。此外，列车外还有1人受伤。
列车上的4名伤者分别为一对夫妇、他们的女儿、女儿的男友，均为香港游客。第5名伤者是当地的女性，在列车外遭到袭击。14人目击袭击后受驚過度，需接受治疗。
兇徒行兇時大叫「真主至大」。他在行兇後逃離列車，被特别行动突击队開槍擊斃。
恐怖組織伊斯兰国事後發放兇徒自稱是「伊斯蘭國戰士」的視頻，兇徒在視頻中表示要殺死異教徒。警方在他家裡搜獲一面手繪的伊斯蘭國旗幟。
德国在野党绿党著名政客、德国前农业和消费部长雷娜特·屈纳斯特（Renate Künast）的一条质疑警方是否执法过度的推文，令其招来一片骂潮。居纳斯特19日早上10点在推特上点评维尔茨堡火车行凶事件时写道：“令人悲哀，希望伤者度过这关。不过为什么袭击者直接被击毙，而不是被打伤、也就是令其没有攻击能力？？？？提问！”